# Sagittalplan

Olika anatomiska plan: A = transversalplan, B = koronalplan, C = sagittalplan. Eftersom sagitalplanet i illustrationen ovan går genom mittlinjen är det i det här fallet även ett medianplan.

Sagittalplanet är en anatomisk term för ett plan (ett snitt) som passerar framifrån bakåt och delar kroppen i en höger- och en vänsterdel. Begreppet medianplan eller midsagittalplan används för ett sagittalplan som går genom mittlinjen, det vill säga som delar kroppen i två halvor (givet bilateral symmetri) och går genom de anatomiska strukturerna i mittlinjen.